# ジェイ・シェレン

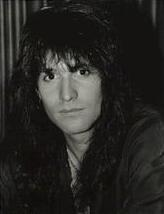
ジェイ・シェレン（1990年代）

ジェイ・シェレン（Jay Schellen、1960年5月20日 - ）は、ハードロック・バンド、ハリケーンのメンバーとして最もよく知られているアメリカのドラマーである。シェレンはまた、エイジア、ワールド・トレイド、サーカ、アンルーリー・チャイルド、イエスなど、他の多くのヘビーロック・バンドやプログレッシブ・ロック・バンドとも協力してきた。

## 略歴
1979年、10代のジェイ・シェレンは、オハイオ・プレイヤーズをサポートするR&Bレジェンド、アル・ウィルソン（シングル「Show and Tell」で知られる）と一緒にビッグ・ステージのツアーに参加した。1981年にロサンゼルスに居を移した後、ジェイはLAセッション・シーンに入り込み、元イエスのギタリストであったピーター・バンクスのバンドとローカルなステージで、ZZトップのサポートとしてダニー・ジョンソン・アンド・ザ・バンディッツとナショナル・アリーナで演奏した。1982年、シェレンはイギリスのポップ・バンド、バッドフィンガーに招かれ、トミー・エヴァンズ、ジョーイ・モーランド、グレン・シャーバ、イエスのキーボーディストのトニー・ケイといったメンバーに加わった。
1984年、シェレンはストーン・フューリーに参加し、歌手のレニー・ウルフとギタリストのブルース・ゴウディと協力した。1985年から1991年まで、彼はメロディック・ロック・グループのハリケーンに参加した。ハリケーンは、『TAKE WHAT YOU WANT』『オーバー・ジ・エッジ』『スレイヴ・トゥ・ザ・スリル』という3枚のアルバムをリリースし、3回のワールド・ツアーを行い、MTVビデオのトップ10に2曲を送り出した。1993年、シェレンはゴウディと合流し、新たなメロディック・ロック・プロジェクトであるアンルーリー・チャイルドに参加、セルフタイトルのCDをリリースした。シェレンは1995年にもゴウディと再び仕事をし、セカンド・アルバム『ユーフォリア』のために、ビリー・シャーウッド（後にイエス）率いるワールド・トレイドに参加した。シェレンとシャーウッドは、1995年にマグナ・カルタ・レコード・レーベルでリリースされた2つのトリビュート・アルバムに参加したワールド・トレイドからの唯2人のメンバーだった。
1994年から1997年にかけて、シェレンは歌手のデヴィッド・リース（元アクセプト、元バンガロー・クワイア）、ギタリストのラリー・ファーカス（元ヴェンジャンス・ライジング、元ダイ・ハッピー）、ベーシストのグレッグ・チェイソン（元バッドランズ）とサークル・オブ・サイレンスを結成した。1997年、シェレンは評価の高いドラム・メソッドの本『Rocking Independence』を出版している。1998年、彼は元ハリケーンのバンドメイトであるケリー・ハンセンと共に、ギタリストであるスチュアート・スミスのアルバム『ヘヴン・アンド・アース』で演奏した。1998年-1999年には、ゴウディとハンセンとの2枚目のアンルーリー・チャイルドのアルバムを見出だした。1999年、シェレンはシャーウッドのデビュー・ソロ・アルバム『The Big Peace』で演奏し、翌年、彼はイエスのベーシストであるクリス・スクワイアとともにシャーウッドのプロジェクト、コンスピラシーにてレコーディングを行った。2003年、シェレンはコンスピラシーに再度参加し、アルバム『The Unknown』をレコーディング、2004年にレコーディングされて2006年にリリースされたスタジオでのライブDVDがそれに続いた。シェレンは、2008年にプログレッシブ・グループのサーカに参加する（アラン・ホワイトと交代し）など、他の多くのプロジェクトでシャーウッドと協力してきている。サーカには、キーボードにトニー・ケイ、ギターにジミー・ホーンが再び加わった。彼らは2009年1月にアルバム『ヘッド・クオーター(サーカ・セカンド・アルバム)』をリリースした。また、バンドの初期段階でYOSOと働き、そこで再びシャーウッドとケイと演奏した。2010年、ジェイはシャーウッド、ジミー・ホーン、ケイに再び加わり、カリフォルニア州ロサンゼルスにあるレーザー博物館で開催された、伝説のロックンロールDJ、ジム・ラッドとのコラボレーションで「Headsets」を演奏した。
2004年、シェレンとシャーウッドは、エイジアのアルバム『サイレント・ネイション』で、ジェフ・ダウンズ（元イエスのキーボード奏者）とのプリプロダクションに取り組んだ。2005年8月、シェレンはクリス・スレイドに代わってエイジアのドラマーとなった。グループは広範囲にわたってヨーロッパをツアーし、ライブ・レコーディングをリリースした。しかしながら、2006年にダウンズはオリジナル・メンバーであるエイジアの4人で再結成するためにそれまでのラインナップから脱退すると、残されたシェレンと他の2人のエイジア・メンバーであるシンガーのジョン・ペインとギタリストのガスリー・ゴーヴァンは、新バンド、GPS（バンド名はゴーヴァン、ペイン、シェレンの頭文字）を結成した。GPSはデビュー・アルバム『ウィンドウ・トウ・ザ・ソウル』をリリースしている。2008年、エイジア・フィーチャリング・ジョン・ペインが、ペイン、ゴーヴァン、キーボード奏者のエリク・ノーランダー、ドラムのシェレンというラインナップで結成された。アルバムは、デュークス・オブ・ジ・オリエントという新しい名前でリリースされた。この頃、アンルーリー・チャイルドも再結成している。
2013年9月から、彼はラスベガスの制作によるジュークボックス・ミュージカルの『Raiding the Rock Vault』で、当初はエイジアのバンド仲間であるジョン・ペインと一緒に演奏していた。
2016年、シェレンはその年の北米ツアーにおいて、イエスのドラマーであるアラン・ホワイトが背中の手術から回復するまでの間、一時的に代役を務め、回復してからも2017年2月までホワイトと一緒に演奏し続けた。2017年11月からは、関節の細菌感染と闘っているホワイトをサポートするために、2人目のゲスト・ドラマーとして演奏した。
2022年5月、ホワイトの死去でイエスのドラマーが不在となっていたが、サポートを続けていたシェレンが2023年２月、正式メンバーとして加入した。
シェレンは、dwドラム、Remoドラムヘッド、およびジルジャン・シンバルとスティックを使って演奏している。

## ディスコグラフィ

### ハリケーン
- 『TAKE WHAT YOU WANT』 - Take What You Want (1985年)
- 『オーバー・ジ・エッジ』 - Over the Edge (1988年)
- 『スレイヴ・トゥ・ザ・スリル』 - Slave to the Thrill (1990年)
- 『リキフリー』 - Liquifury (2001年)

### アンルーリー・チャイルド
- 『アンルーリー・チャイルド』 - Unruly Child (1992年)
- 『ウェイティング・フォー・ザ・サン』 - Waiting For The Sun (1998年)
- 『UCIII』 - UCIII (2003年)
- 『ワールズ・コライド』 - Worlds Collide (2010年)
- 『キャント・ゴー・ホーム』 - Can't Go Home (2017年)
- Unhinged Live From Milan (2018年) ※ライブ

### イエス
- 『海洋地形学の物語/ドラマ ライヴ・アクロス・アメリカ』 - Topographic Drama – Live Across America (2017年) ※ライブ
- 『50周年記念ライヴ』 - Yes 50 Live (2019年) ※ライブ
- The Royal Affair Tour: Live from Las Vegas (2020年) ※ライブ
- 『ザ・クエスト』 - The Quest (2021年)
- 『ミラー・トゥ・ザ・スカイ』 - Mirror to the Sky (2023年)

### その他の参加アルバム
- サークル・オブ・サイレンス : 『サークル・オブ・サイレンス』 - Sircle Of Silence (1994年)
- サークル・オブ・サイレンス : 『スーサイド・キャンディマン』 - Suicide Candyman (1994年)
- ワールド・トレイド : 『ユーフォリア』 - Euphoria (1995年)
- スチュアート・スミス : 『ヘヴン・アンド・アース』 - Heaven and Earth (1998年)
- ビリー・シャーウッド : The Big Peace (1999年)
- クリス・スクワイア & ビリー・シャーウッド : 『コンスピラシー』 - Conspiracy (2000年)
- コンスピラシー : The Unknown (2003年)
- エイジア : 『サイレント・ネイション』 - Silent Nation (2004年)
- GPS : 『ウィンドウ・トウ・ザ・ソウル』 - Window To The Soul (2006年)
- ピーター・バンクス : Be Well, Be Safe, Be Lucky... The Anthology (2018年) ※コンピレーション
- デュークス・オブ・ジ・オリエント : 『デュークス・オブ・ジ・オリエント - 時空の旅人』 - Dukes of the Orient (2018年)
- デヴィッド・クロス & ピーター・バンクス : 『クロスオーヴァー』 - Crossover (2020年)
- トニー・ケイ : End of Innocence (2021年)